# Hugo Novoa
Hugo Novoa Ramos (Bertamiráns, 2003. január 24. –) spanyol korosztályos válogatott labdarúgó, a Deportivo Alavés játékosa.

## Pályafutása

### RB Leipzig

#### Ifjúsági karrier
A Bertamiráns és a Deportivo La Coruna korosztályos csapataiban nevelkedett. 2019. nyarán 16 évesen igazolta le az RB Leipzig csapata. Első szezonjában az U17-es csapatban kapott lehetőséget, többek között pályára lépett az UEFA Ifjúsági Ligában, majd a következő, 2020/21-es idényben felkerült az U19-es csapatba.

#### A felnőttcsapatban
2020. augusztus 13-án nevezték először a csapatba, a Bajnokok Ligája 2019/20-as szezonjának negyeddöntő mérkőzésére, az Atlético Madrid ellen. Több mint egy évvel később, 2021. október 23-án góllal debütált a csapatban a Greuther Fürth elleni bajnoki mérkőzésen. Előbb a 85. percben Christopher Nkunku-t váltotta, majd három perccel később, Szoboszlai Dominik beadását váltotta gólra.  Novoa a Leipzig történetének legfiatalabb gólszerzője lett; 18 évesen és 272 naposan.
Október 26-án lépett pályára első alkalommal a Német Kupában, a SV Babelsberg 03 elleni 0–1-s idegenbeli találkozón. Ezen a mérkőzésen játszott először kezdőként a csapatban. November 24-én debütált a Bajnokok Ligájában egy 0–5-ös csoportköri mérkőzésen a Club Brugge ellen. 2022. május 21-én Német Kupa győztes lett, a 2021/22-es idényben kétszer lépett pályára a kupasorozatban.
2022. október 22-én a 2022–23-as szezonban első gólját szerezte meg az Augsburg elleni 3–3-s döntetlennel végett érő bajnoki találkozón. 2023. január 4-én kölcsönbe került a Basel csapatához.

#### Basel
A svájci csapat egy 2024 nyaráig szóló kölcsönszerződést kötött az RB Leipzig csapatával.
2023. január 22-én a St. Gallen ellen 1–1-es döntetlennel zárult mérkőzés 71. percében, Anton Kadet váltva lépett pályára. Február 11-én szerezte első gólját és gólpasszát az ötödik mérkőzésén, a Sion elleni 3–1-s bajnokin.
A szezon végén visszatért Lipcsébe, miután a két klub felmondta a kölcsönszerződést.

#### Utrecht
2023. szeptember 1-jén kölcsönbe került a holland Utrecht csapatához. Szeptember 16-án csereként mutatkozott be a Heracles Almelo csapata ellen 3–1-re megnyert bajnoki találkozón. 2024 januárjában A Leipzig felbontotta a szerződését a holland klubbal.

#### Villarreal B
2024. január 30-án a spanyol Villarreal B csapata szerződtette kölcsönben a szezon hátralévő részére vételi opcióval.

### Deportivo Alavés
2024. július 22-én a Deportivo Alavés ötéves szerződést kötött vele.

### A válogatottban
Többszörös korosztályos válogatott.

## Statisztika
2023. november 5. szerint.
| Klub                   | Szezon           | Bajnokság          | Bajnokság | Bajnokság | Kupa  | Kupa  | Nemzetközi | Nemzetközi | Egyéb | Egyéb | Összesen | Összesen |
| Klub                   | Szezon           | Liga               | Mérk.     | Gólok     | Mérk. | Gólok | Mérk.      | Gólok      | Mérk. | Gólok | Mérk.    | Gólok    |
| ---------------------- | ---------------- | ------------------ | --------- | --------- | ----- | ----- | ---------- | ---------- | ----- | ----- | -------- | -------- |
| RB Leipzig             | 2021–22          | Bundesliga         | 8         | 1         | 2     | 0     | 2          | 0          | —     | —     | 12       | 1        |
| RB Leipzig             | 2022–23          | Bundesliga         | 7         | 1         | 2     | 0     | 1          | 0          | 1     | 0     | 11       | 1        |
| RB Leipzig             | Összesen         | Összesen           | 15        | 2         | 4     | 0     | 3          | 0          | 1     | 0     | 23       | 2        |
| Basel (kölcsön)        | 2022–23          | Swiss Super League | 12        | 1         | 2     | 0     | 3          | 0          | —     | —     | 17       | 1        |
| Basel (kölcsön)        | Összesen         | Összesen           | 12        | 1         | 2     | 0     | 3          | 0          | —     | —     | 17       | 1        |
| Utrecht (kölcsön)      | 2023–24          | Eredivisie         | 5         | 0         | 1     | 0     | —          | —          | —     | —     | 6        | 0        |
| Utrecht (kölcsön)      | Összesen         | Összesen           | 5         | 0         | 1     | 0     | —          | —          | —     | —     | 6        | 0        |
| Villarreal B (kölcsön) | 2023–24          | LaLiga2            | 0         | 0         | 0     | 0     | —          | —          | —     | —     | 0        | 0        |
| Villarreal B (kölcsön) | Összesen         | Összesen           | 0         | 0         | 0     | 0     | —          | —          | —     | —     | 0        | 0        |
| KARRIER ÖSSZESEN       | KARRIER ÖSSZESEN | KARRIER ÖSSZESEN   | 32        | 3         | 7     | 0     | 6          | 0          | 1     | 0     | 46       | 3        |

Jegyzetek
1. ↑  Bajnokok Ligája: egy mérkőzés. 
 Európa Liga: egy mérkőzés.
2. ↑  Mérkőzése(i) a Bajnokok Ligájában
3. ↑  Mérkőzése(i) a DFL-Supercup-ban.

## Sikerei, díjai
- RB Leipzig
  - Német Kupa: 2021/22, 2022/23
  - Német Szuperkupa: 2023